# 二階堂悠
二階堂 悠（にかいどう ゆう、1984年5月17日 - ）は、宮城県出身のサッカー指導者。

## 来歴
筑波大学大学院に在学中、小野剛の勧めで2012年から2年間杭州緑城足球倶楽部でコーチを務め、岡田武史監督の下スカウティングを担当した。
2014年より、モンテディオ山形のコーチに就任。
2017年にモンテディオ山形との契約が満了となり、川崎フロンターレのトップチームコーチに就任することが発表される。
2025年1月、川崎フロンターレのトップコーチからの退任を発表。

## 所属クラブ・学歴
- 東北学院高等学校
- 学習院大学
- 筑波大学大学院

## 指導歴
- 1997年 - 2011年 つくばFCジュニアユース コーチ、ZONOサッカースクール コーチなど
- 2012年 - 2013年  杭州緑城足球倶楽部 コーチ
- 2014年 - 2016年  モンテディオ山形 コーチ
- 2017年 - 2024年  川崎フロンターレ コーチ